# Mayaheros
Mayaheros — рід цихлід з Центральної Америки. Цей рід має широке розповсюдження. Так Mayaheros urophthalmus — група, знайдена в межах річки Усумасінта Атлантичного басейну південно-східної Мексики — Веракрус, Оахака, Чіапас, Табаско, Кампече, Юкатан і Кінтана-Роо, Белі́зу й сходу Гватемали, знайдені також в Гондурасі, а Mayaheros beani — найпівнічніша цихліда Тихоокеанського басейну в Мексиці.
Рід названо на честь корінного мезоамериканського народу мая, поширення предків якого включає більшу частину місцевості групи Mayaheros urophthalmus і яка, ймовірно, була родовою територією всього роду. Назва поєднується зі старовинною назвою роду цихлід Heros (з іспанської — герой). Ім'я слід розуміти як «герой народу мая».

## Види
- Mayaheros aguadae (C. L. Hubbs, 1936)
- Mayaheros alborus (C. L. Hubbs, 1936)
- Mayaheros amarus (C. L. Hubbs, 1936)
- Mayaheros beani (D. S. Jordan, 1889) — зелений Мохарра
- Mayaheros cienagae (C. L. Hubbs, 1936) — синонім Mayaheros urophthalmus (Günther 1862)
- Mayaheros conchitae (C. L. Hubbs, 1936) — синонім Mayaheros urophthalmus (Günther 1862)
- Mayaheros ericymba (C. L. Hubbs, 1936)
- Mayaheros mayorum (C. L. Hubbs, 1936) — синонім Mayaheros urophthalmus (Günther 1862)
- Mayaheros stenozonus (C. L. Hubbs, 1936)
- Mayaheros trispilus (C. L. Hubbs, 1935)
- Mayaheros troschelii (Steindachner, 1867) — синонім Mayaheros urophthalmus (Günther 1862)
- Mayaheros urophthalmus (Günther, 1862) — цихліда Мая
- Mayaheros zebra (C. L. Hubbs, 1936) — синонім Mayaheros urophthalmus (Günther 1862)